# Дивача (община)
Община Дивача (словен. Občina Divača) — одна з общин в західній Словенії. Адміністративним центром є Дивача.

## Характеристика
Характеризується горбистою місцевістю і чудовими карстовими печерами.

## Населення
У 2010 році в общині проживало 3900 осіб, 2045 чоловіків і 1855 жінок. Чисельність економічно активного населення (за місцем проживання), 1718 осіб. Середня щомісячна чиста заробітна плата одного працівника (EUR), 935,88 (в середньому по Словенії 966.62). Приблизно кожен другий житель у громаді має автомобіль (60 автомобіля на 100 жителів). Середній вік жителів склав 43,1 років (в середньому по Словенії 41.6).